# Chapelle Sainte-Gudule de Moorsel
La chapelle Sainte-Gudule (Sint-Gudulakapel en néerlandais) est une chapelle de style gothique tardif située à Moorsel, section de la commune belge d'Alost, dans la province de Flandre-Orientale.

## Localisation
La chapelle se dresse sur la place du village, appelée Moorsel-Dorp, à quelques dizaines de mètres au nord de l'église Saint-Martin de Moorsel.

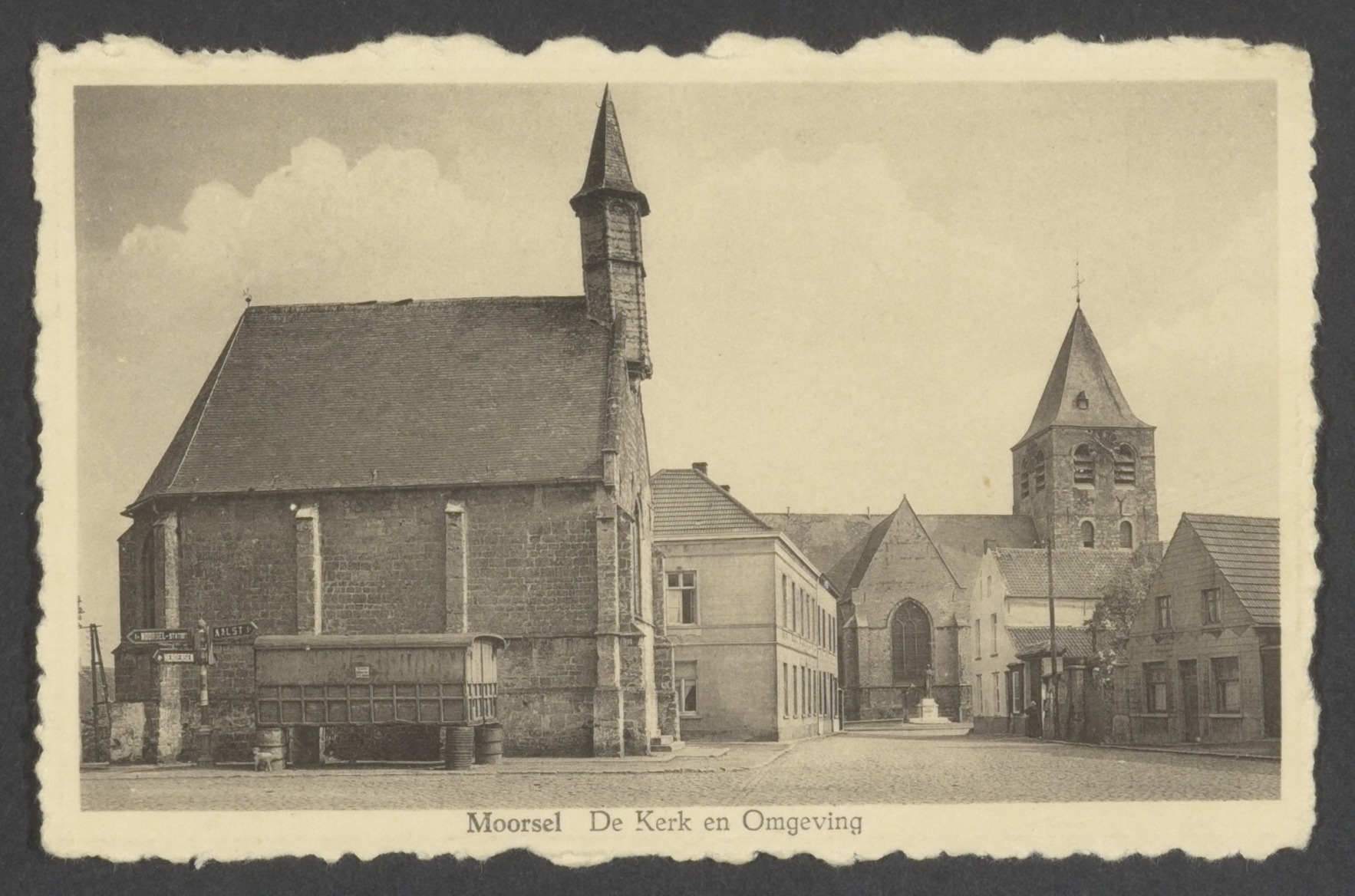
La chapelle et l'église sur une carte postale du début du XXe siècle.

## Historique
Cette chapelle a été construite en l'honneur de sainte Gudule (Gudule de Bruxelles ou Gudule de Moorsel), née à Moorsel et y décédée vers 714, dont les reliques furent transférées vers 978, 980 ou 984 par Charles Ier, duc de Basse-Lotharingie, de Moorsel vers la chapelle de son castrum de Saint-Géry à Bruxelles,,,.
La chapelle se dresse à l'endroit où se trouvait au VIIe siècle l'oratoire de la villa de Gudule, dédié au Saint-Sauveur. 
Elle est mentionnée dès 1466 : elle est reconstruite en 1597 et est restée inchangé jusqu'à maintenant,.
En 1661, Louis Cayro (Lodewijk Cayro), baron de Moorsel, finance l'autel et le tableau représentant sainte Gudule, réalisé par Antoon Blanckaert.

## Classement
La chapelle fait l'objet d'un classement au titre des monuments historiques depuis le 3 juillet 1942 sous la référence 8215 et figure à l'inventaire du patrimoine immobilier de la Région flamande sous la référence 462.

## Architecture
La chapelle se dresse sur la place du village. C'est un édifice à nef unique de style gothique tardif, érigé en grès de Meldert assemblé en appareil assez irrégulier,.   

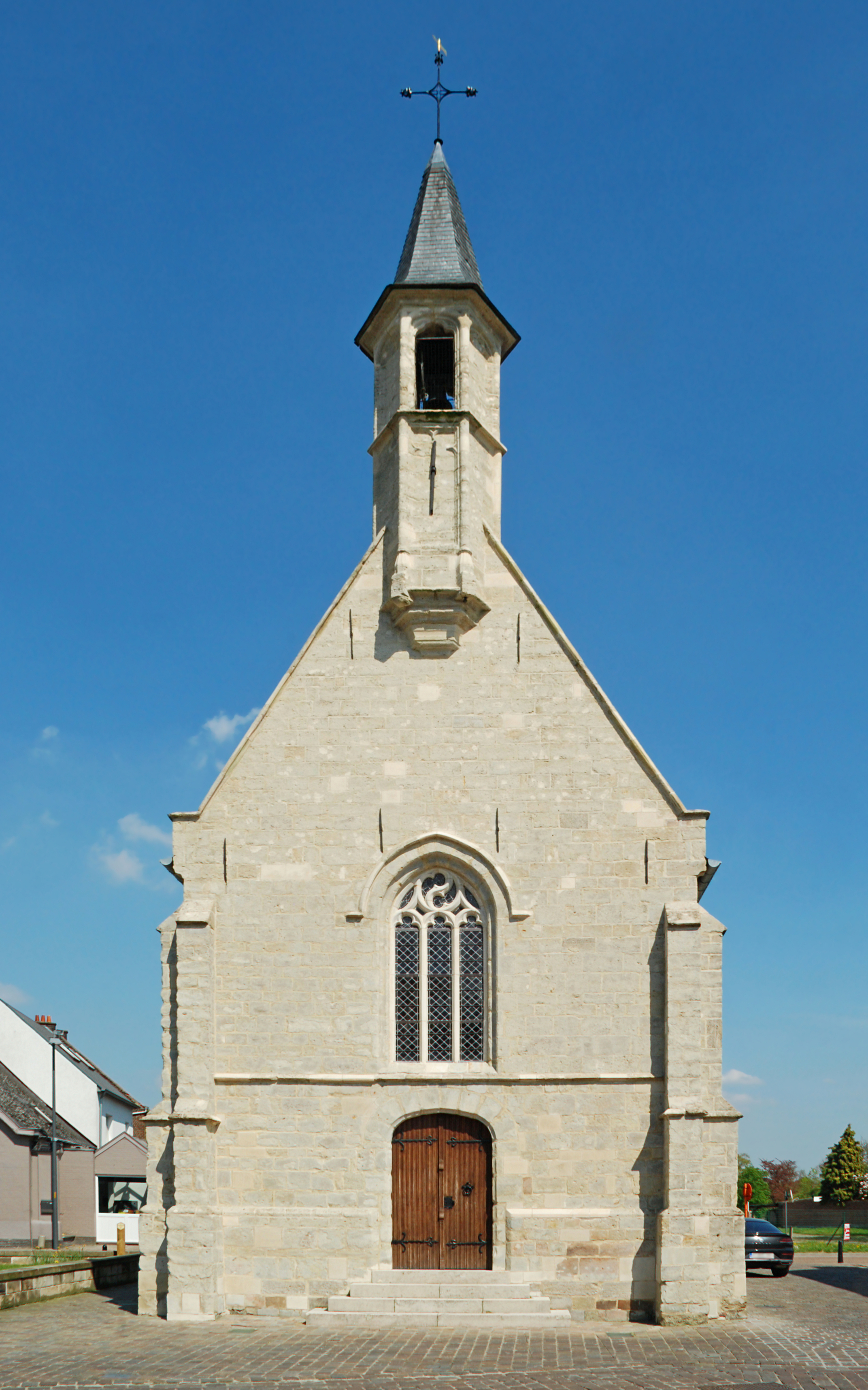
Façade.
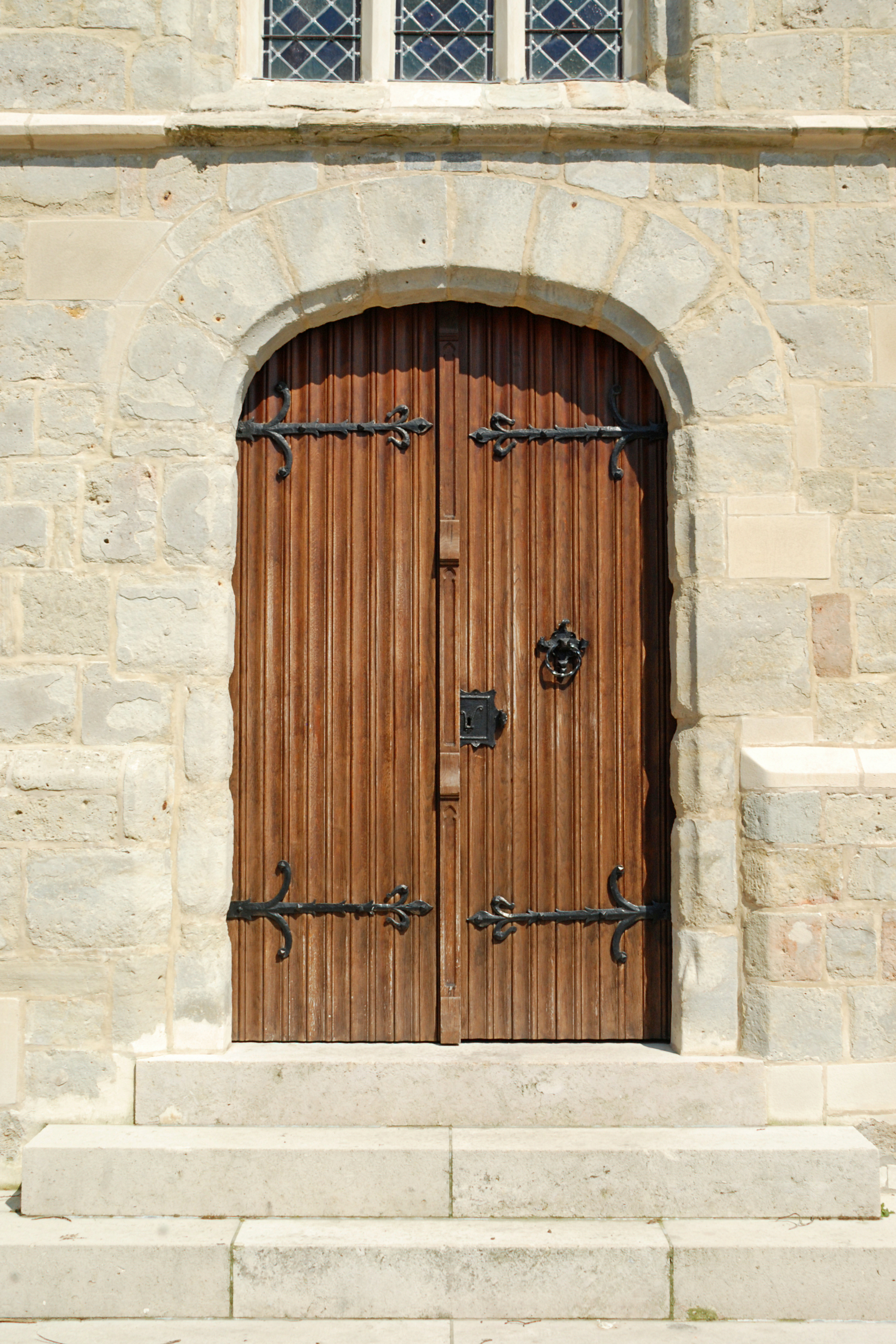
Porte.
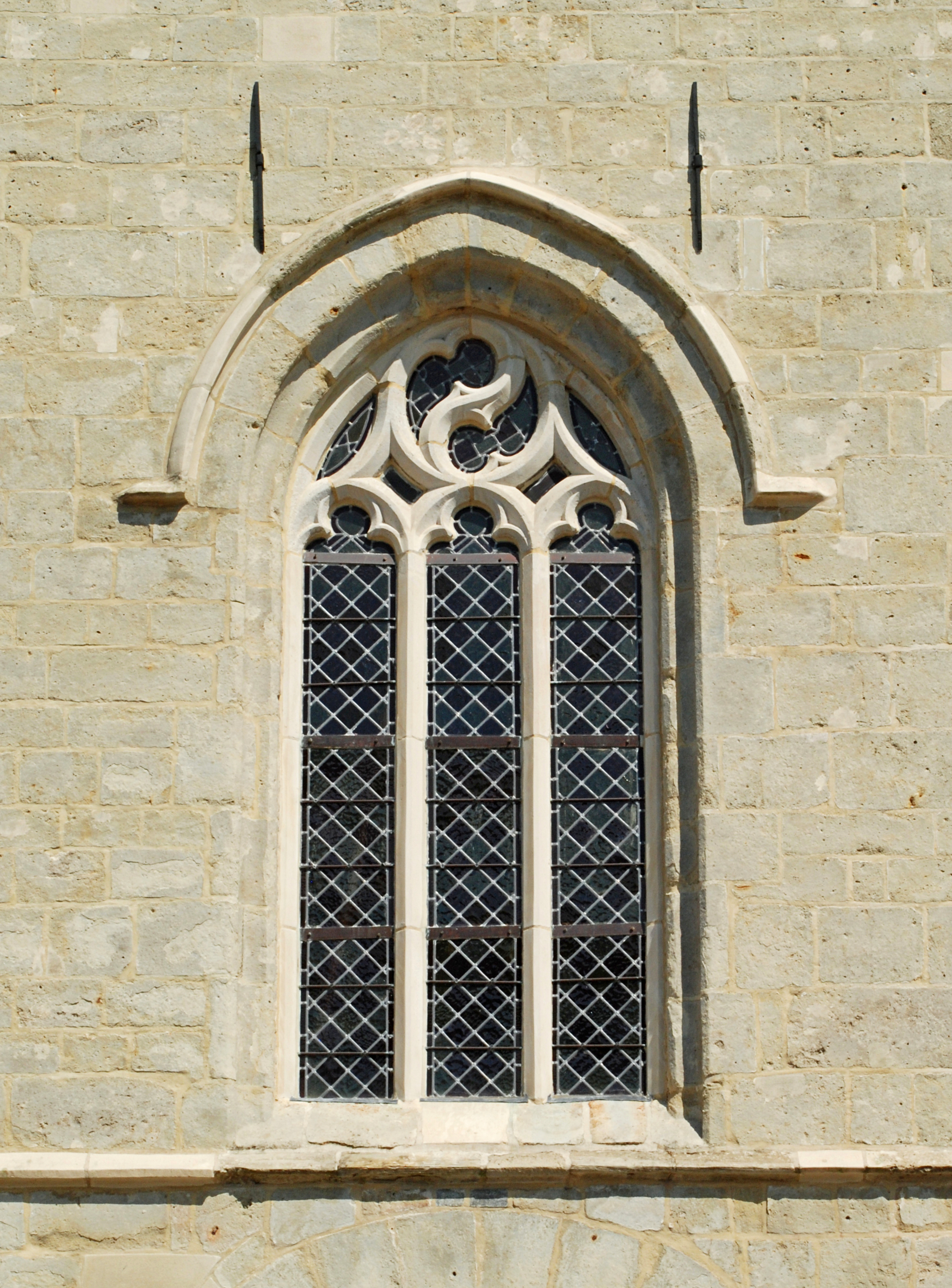
Baie ogivale à remplage.
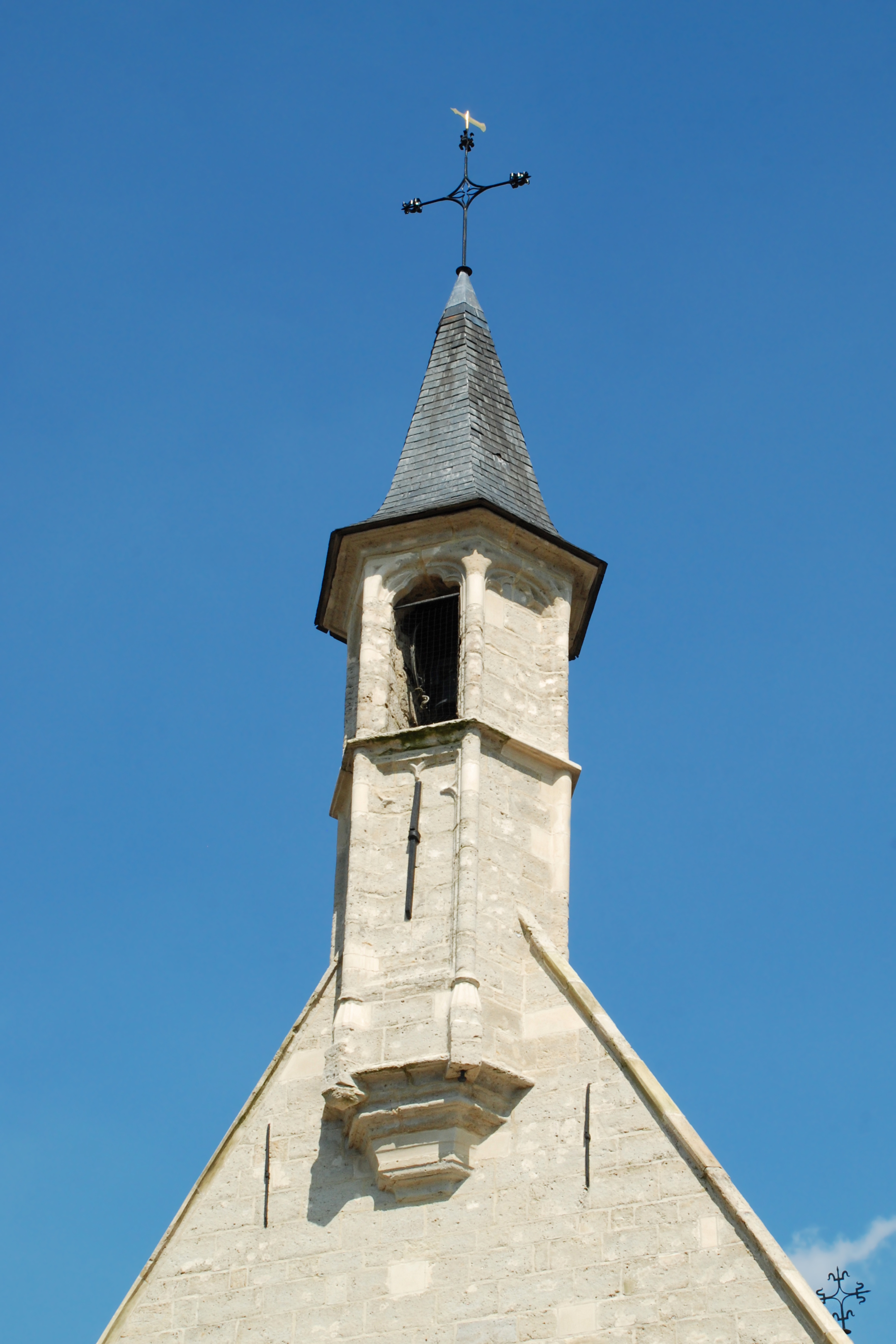
Tourelle.
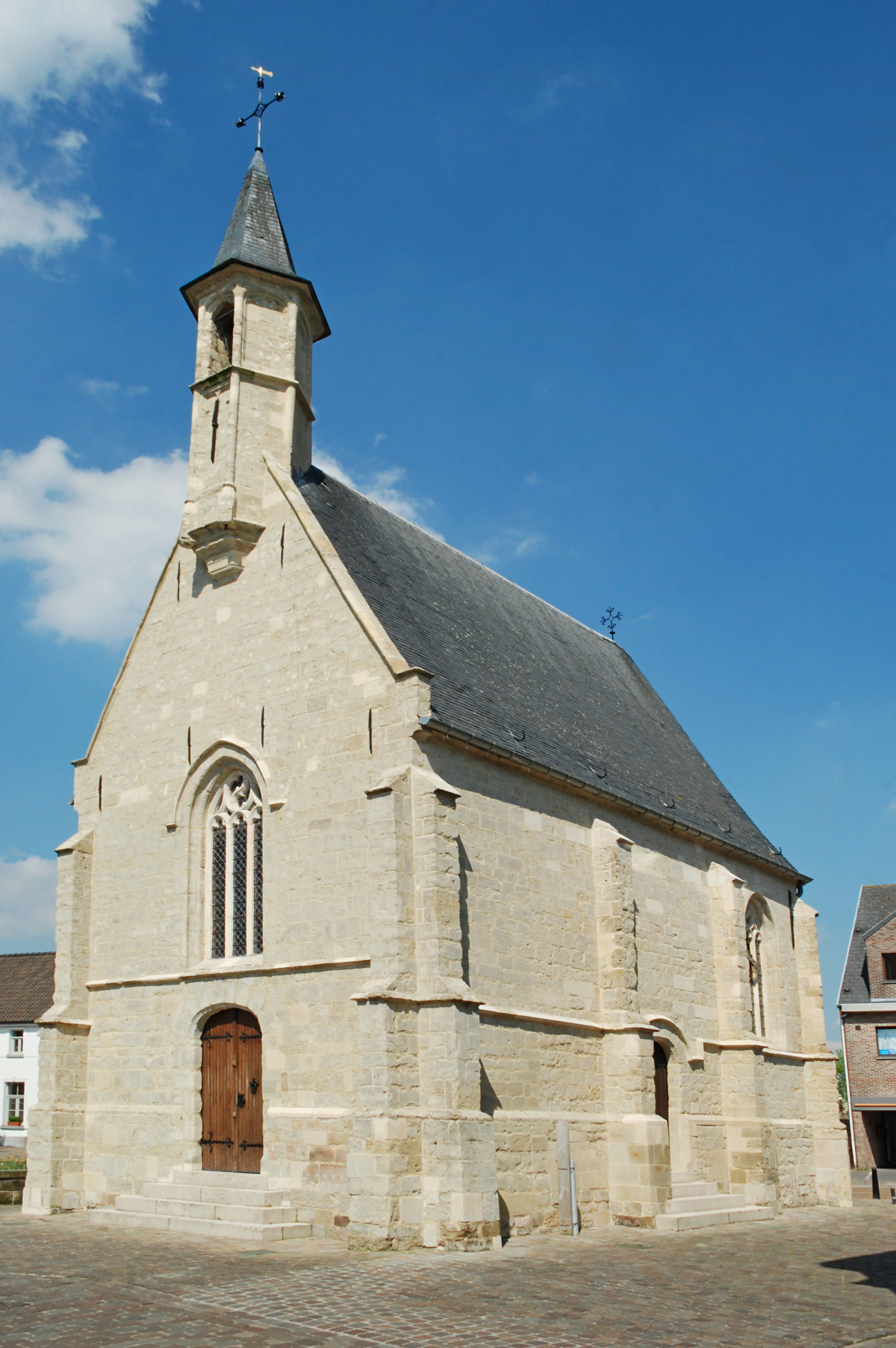
Vue du sud.